# Jens Jensen (architetto paesaggista)
Jens Jensen (Dybbøl, 13 settembre 1860 – Ellison Bay, 1º ottobre 1951) è stato un architetto paesaggista danese naturalizzato statunitense, sovrintendente del Chicago Park District.

## Biografia

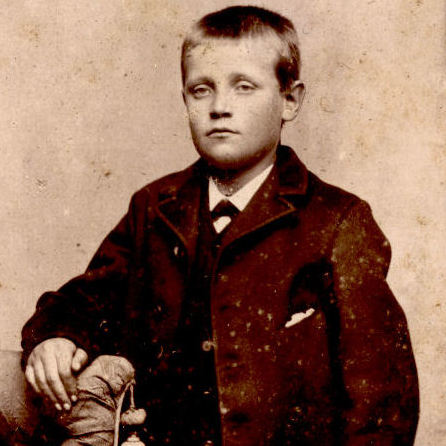
Jensen da giovane

Jens Jensen nacque vicino a Dybbøl, in Danimarca, il 13 settembre 1860, da una ricca famiglia di contadini. Per i primi diciannove anni della sua vita visse nell'azienda agricola di famiglia, coltivò il suo amore per l'ambiente naturale. Quando aveva quattro anni, durante la Seconda guerra dello Schleswig nel 1864, Jensen vide i prussiani invadere la sua città e bruciare i fabbricati agricoli della sua famiglia. Questa invasione, che annesse la sua nazione alla Prussia, lasciò una profonda influenza sul modo in cui Jensen vedeva il mondo degli uomini. Frequentò la Tune Agricultural School fuori Copenaghen, per poi svolgere il servizio obbligatorio nell'esercito prussiano. In quei tre anni disegnò parchi di carattere inglese e francese a Berlino e in altre città tedesche. Nel 1884, finito il servizio militare, Jensen si fidanzò con Anne Marie Hansen. Insieme al suo desiderio di fuggire dalla fattoria di famiglia, questo lo portò alla decisione di immigrare negli Stati Uniti quell'anno.

### Stati Uniti
Inizialmente Jensen lavorò in Florida e poi al Luther College di Decorah, in Iowa, prima di trasferirsi a Chicago e accettare un lavoro come operaio per la West Park Commission. Ben presto fu promosso caposquadra. Durante questo periodo gli fu permesso di progettare e piantare un giardino di fiori esotici. Quando il giardino si seccò e morì, viaggiò nella prateria circostante e trapiantò fiori selvatici autoctoni. Jensen trapiantò i fiori selvatici in un angolo di Union Park, creando quello che divenne l'American Garden nel 1888.
Facendosi strada attraverso il sistema del parco, Jensen fu nominato sovrintendente dell'Humboldt Park di 809.374 m²  (200 acri) nel 1895. Alla fine degli anni 1890, la West Park Commission era radicata nella corruzione. Dopo aver rifiutato di partecipare ad una partecipazione politica, Jensen fu estromesso da un disonesto consiglio del parco nel 1900. Alla fine fu reintegrato e nel 1905 divenne sovrintendente generale dell'intero West Park System a Chicago. Il suo lavoro di progettazione per la città può essere visto a Garfield Park, Humboldt Park, Douglass Park, Pulaski Park, Columbus Park, cascata e stagno del North Park Village Nature Center.
Jensen fu anche il progettista dei terreni della Avery Coonley School. Era noto come il "decano degli architetti paesaggisti del mondo" e "il padre del sistema dei parchi di Chicago", per la sua creazione di Humboldt Park, Garfield Park, le riserve forestali della Contea di Cook e il suo capolavoro, Columbus Park, a Chicago, che era caratterizzato dal suo uso di spazi aperti, acqua corrente, linee dolcemente curve e "anelli di consiglio", o basse panchine circolari dove le persone possono riunirsi. Tutte queste caratteristiche sono evidenti nel campus dell'Avery Coonley, che fa uso di ambienti completamente naturali al posto dei giardini all'italiana.
Jensen contribuì alla creazione del Distretto Riserva Forestale Contea di Cook e selezionò molti dei siti acquisiti dal Forest Preserve District.
Contribuì anche a fondare il Jens Jensen Park vicino a casa sua e al Ravinia Music Festival, nonché i terreni delle vicine scuole elementari di Green Bay e Ravinia.
Negli anni '10, Jensen svolse un ruolo nella costruzione di supporti per la conservazione di parte dell'ecosistema delle dune di sabbia del Parco nazionale delle dune dell'Indiana, sempre vicino a Chicago, vanificando i piani di industrializzazione di J. P. Morgan e Andrew Carnegie.

### Pratica in privato

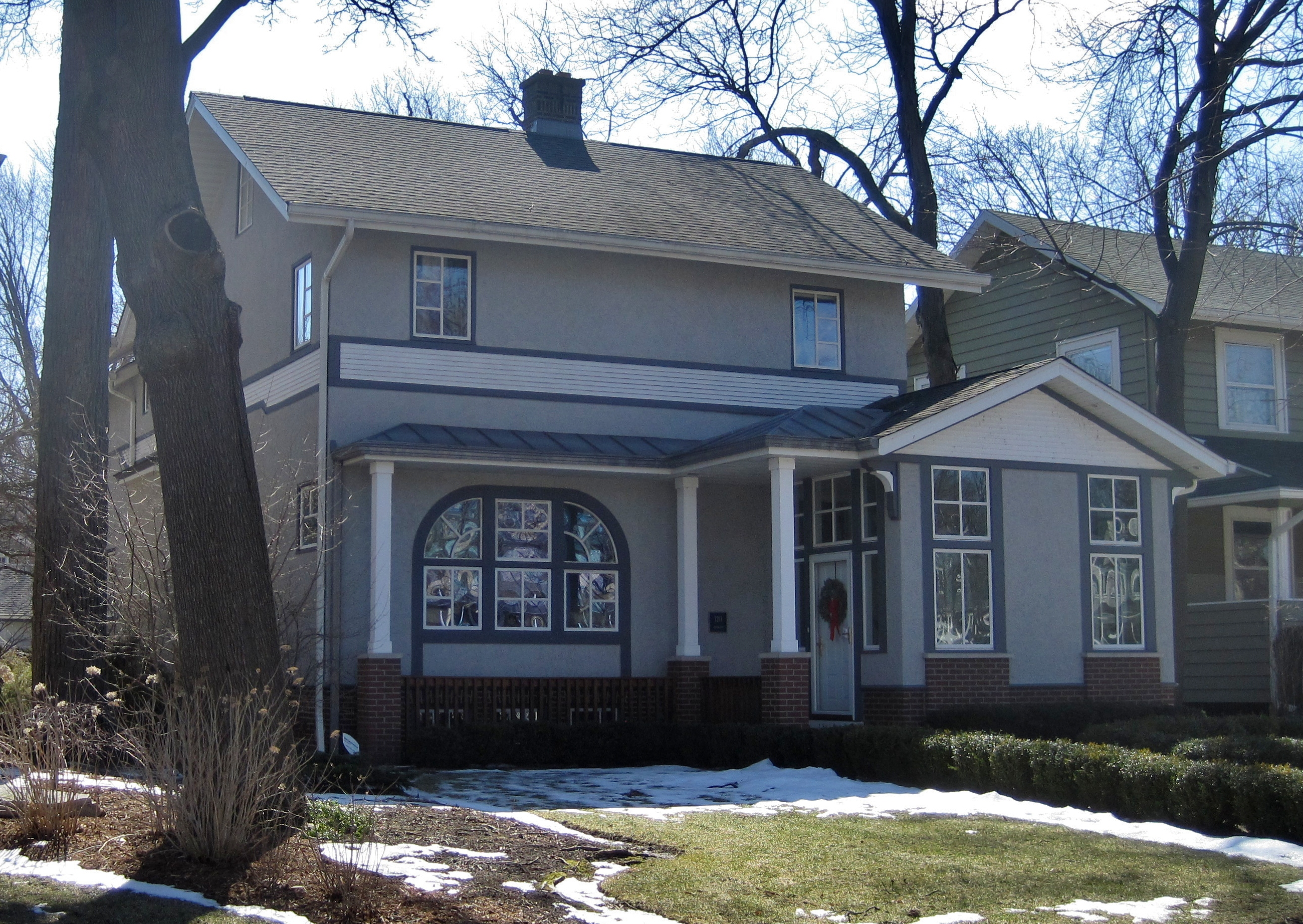
La casa di Jens Jensen nel 1921 circa. Fu la sua residenza dalla sua costruzione fino al 1935, quando fondò la Clearing School of Art.

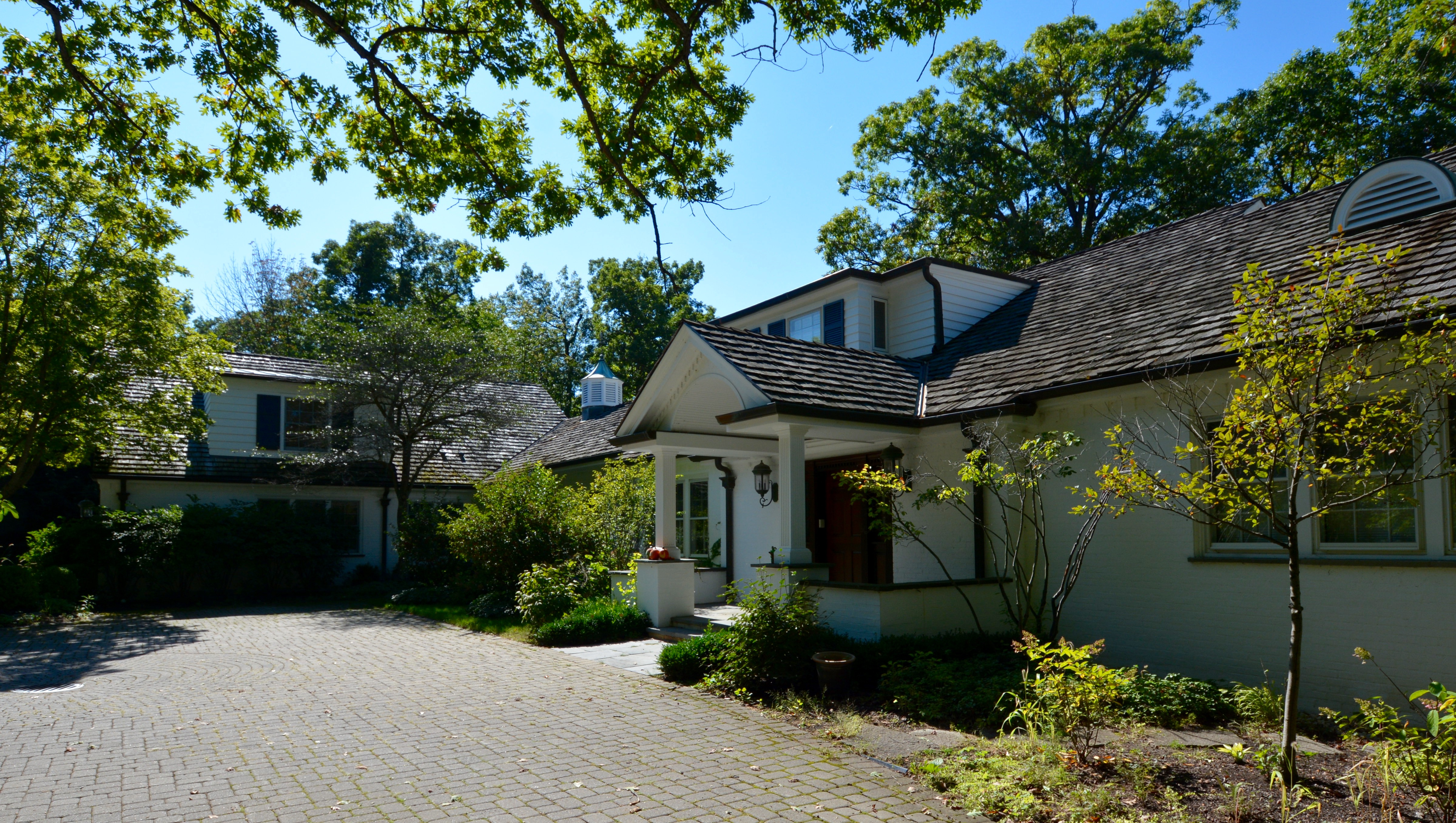
Foto della casa e studio di Jensen

Nel 1920 si ritirò dal sistema dei parchi e iniziò il proprio studio di architettura del paesaggio. Lavorò in proprietà private e parchi municipali in tutti gli Stati Uniti. Fu commissionato da Eleanor e Edsel Ford per quattro residenze, tre nel Michigan e una nel Maine, tra il 1922 e il 1935. Altri progetti hanno incluso la Morse Dell Plain House and Garden (1926) a Hammond, in Indiana e William Whitaker Landscape and House (1929) a Crown Point, Indiana.
Un importante progetto paesaggistico, con Edsel Ford, fu per realizzare "Gaukler Point", la Casa di Edsel ed Eleanor Ford, progettata dall'architetto Albert Kahn nel 1929, sulle rive del Lago St. Clair a Grosse Pointe Shores, in Michigan per Edsel Ford e sua moglie. Jensen realizzò il piano generale e progettò i giardini della tenuta. Utilizzò la sua tradizionale "visione lunga", offrendo ai visitatori uno scorcio della residenza verso il lungo prato, dopo aver oltrepassato i cancelli d'ingresso, quindi solo brevi vedute parziali seguendo il lungo viale e solo alla fine rivelando l'intera casa e un'altra vista sul retro su per il lungo prato. I giardini e la residenza "Gaukler Point" sono ora un giardino storico pubblico e una casa-museo e nel Registro nazionale dei luoghi storici.
Progettò anche i giardini per la tenuta estiva di Edsel ed Eleanor "Skylands" a Bar Harbor sull'isola di Mount Desert nel Maine (1922). Jensen progettò lavori per le loro altre due residenze nel Michigan, una delle quali è "Haven Hill", tra il 1922 e il 1935. "Haven Hill", ora all'interno dell'Area Ricreativa delle Highland vicino a White Lake Township nel sud-est del Michigan, è designata sia come Punto di riferimento statale storico del Michigan, che come riserva naturale statale. Gli elementi del paesaggio di Jensen, con la diversità della vita di alberi, piante e animali, combinano estetica, storia e natura.

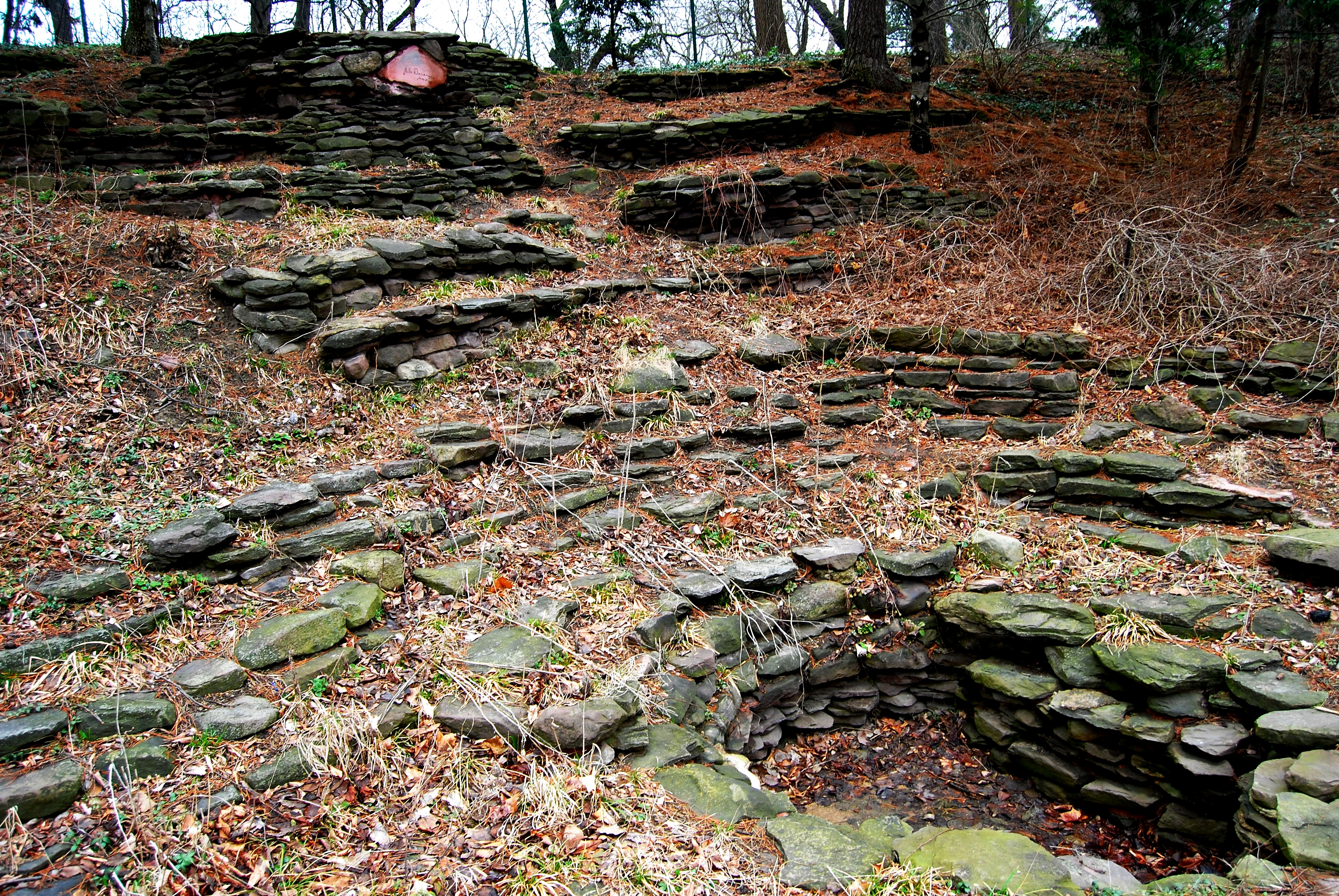
John Burroughs grotto, Proprietà di Henry Ford

Per Clara ed Henry Ford Jensen impiegò il suo approccio di "visione ritardata" nel progettare l'arrivo alla residenza della loro tenuta, Fair Lane, a Dearborn, nel Michigan. Invece di procedere direttamente alla casa o addirittura vederla, il viale d'ingresso conduce i visitatori attraverso le fitte aree boschive della tenuta. Le curve nel vialetto, piantate sull'arco interno delle curve con grandi alberi, danno la sensazione di un motivo naturale per la svolta e oscurano qualsiasi visuale lunga. All'improvviso il visitatore viene spinto fuori dalla foresta e nello spazio aperto dove la residenza si presenta completamente in vista di fronte a loro. Questa idea di vagabondaggio era quella che Jens proponeva in quasi tutti i suoi progetti. Ampi prati e giardini compongono il paesaggio più ampio, con ammassi naturalistici di fiori che circondano la casa. Il prato assiale più grande, il "Sentiero del sole al tramonto", è allineato in modo che nel solstizio d'estate il sole al tramonto risplenda attraverso una precisa divisione degli alberi all'estremità del prato. La rimessa per barche, con scogliere in pietra progettate da Jensen, permetteva a Henry Ford di viaggiare sul Rouge River con la sua barca elettrica. Attualmente 290 000 metri quadri (72 acri) della tenuta originale sono conservati come paesaggio storico e con la casa ci sono un museo e un National Historic Landmark.
Jensen realizzò altri progetti per Henry Ford, tra cui: The Dearborn Inn, Dearborn, Michigan nel 1931, architetto Albert Kahn, il primo hotel aeroportuale del paese e National Historic Landmark; l'Henry Ford Hospital; la ricostruzione storica del Greenfield Village e il suo Henry Ford Museum a Dearborn e il "Ford Pavilion" all'Esposizione universale di Chicago del 1933 a Chicago. Nel 1923 progettò la Lincoln High School a Manitowoc, Wisconsin, su un'area di 7,7 ettari (19 acri) sul Lago Michigan. Numerosi progetti con paesaggi progettati da Jensen sono elencati nel National Register of Historic Places, tra cui la Jens Jensen Summer House and Studio, il Rosewood Park, la May Theilgaard Watts House, architetto John S. Van Bergen, L'A.G. Becker Property, architetto Howard Van Doren Shaw, la Samuel Holmes House, architetto Robert Seyfarth e la tenuta di Harold Florshiem, architetto Ernest Grunsfeld, tutte situate a Highland Park, Illinois, dove viveva Jensen.

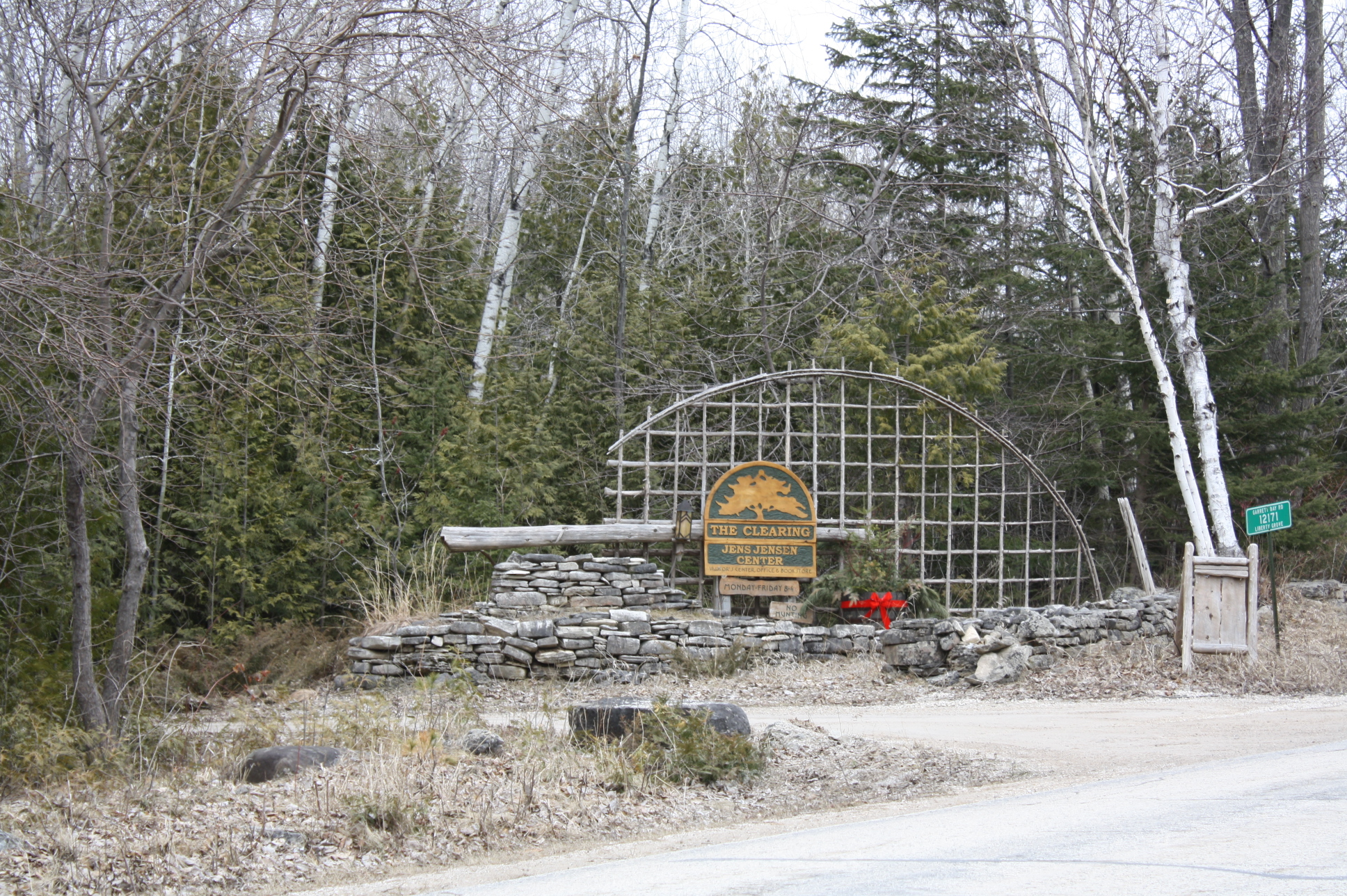
Ingresso del "The Clearing"

Nel 1935, dopo la morte della moglie, Jensen si trasferì da Highland Park, Illinois, a Ellison Bay, Wisconsin, dove fondò la Clearing Folk School, che chiamò "scuola del suolo" per formare futuri architetti del paesaggio. Ora è conservato come spazio aperto e centro educativo nella tradizione della scuola popolare.
Nella sua maturità Jensen progettò il Lincoln Memorial Garden a Springfield (Illinois). Questo piano fu completato nel 1935 e piantato dal 1936 al 1939.
Jens Jensen morì nella sua casa, ora The Clearing Folk School, il 1 ottobre 1951, all'età di 91 anni.

## Collaborazioni
Jens Jensen collaborò con l'architetto Howard Van Doren Shaw. Nel corso della sua lunga carriera ha lavorato con molti noti architetti tra cui Louis Sullivan, Frank Lloyd Wright, George W. Maher e Albert Kahn.